# ウォルター・リール
- バルター・スアレス・レアル

ウォルター・リール（Walter Soares LEAL）は、ブラジル人生物学者。カリフォルニア大学デービス校特別教授。アメリカ科学振興協会フェロー。元国際化学生態学会会長。

## 人物・経歴
ブラジル出身。1982年ペルナンブコ連邦大学化学工学専攻卒業。1987年三重大学大学院農学研究科農芸化学専攻修士課程修了、農学修士。1990年筑波大学大学院農学研究科応用生化学専攻博士課程修了、農学博士。農林水産省蚕糸・昆虫農業技術研究所入所後、カリフォルニア大学デービス校特別教授、同大学昆虫学部長、国際化学生態学会会長を務め、2005年アメリカ科学振興協会フェロー。2015年カリフォルニア科学アカデミーフェロー。2016年の国際昆虫学会議では共同議長を務めた。